# Kliničko ispitivanje
Klinička ispitivanja su skup procedura u medicinskim istraživanjima i razvoju lekova koja se sprovode da bi se sakupili podaci o bezbednosti (specifičnije, informacije o nepoželjnim reakcijama lekova, kao i nepoželjnim efektima drugih tretmana) i efikasnosti radi zdravstvenih istraživanja (lekova, dijagnostičkih testova, uređaja, terapijskih protokola). Ova ispitivanja se mogu sprovoditi samo nakon što su zadovoljavajuće informacije sakupljene u pogledu nekliničke bezbednosti, i nakon što su ih odgovarajući državni organi date zemlje odobrili.
U zavisnosti od tipa produkta i stepena razvija, istraživači regrutuju zdrave volontere i/ili pacijente inicijalno u male pilot studije, čemu slede studije većih razmera na pacijentima kojima se često poredi novi proizvod sa postojećim tretmanom. Sa porastom obima sakupljenih podataka o bezbednosti i efikasnosti, broj pacijenata se tipično povećava. Klinička ispitivanja mogu da variraju po veličini od jednog centra u jednoj zemlji, do ispitivanja u više centara u nekoliko zemalja.
Trošak pune serije kliničkih ispitivanja može da bude ogroman. Teret pokrivanja tog troška normalno snosi sponzor, koji može da bude vladina organizacija, farmaceutska ili biotehnološka kompanija. Pošto raznovrsnost uloga može da premaši resurse sponzora, kliničkim ispitivanjima često rukovodi kontraktna istraživačka organizacija ili jedinica za klinička ispitivanja akademskog sektora.

## Spoljašnje veze
- Međunarodna harmonizacije tehničkih zahteva za registraciju lekova
- Međunarodna registarska platforma kliničkih ispitivanja